# Novo Selo, Vrnjačka Banja
Novo Selo (izvirno srbsko Ново Село) je naselje v Srbiji, ki upravno spada pod Občino Vrnjačka Banja; slednja pa je del Raškega upravnega okraja.

## Demografija
V naselju živi 3154 polnoletnih prebivalcev, pri čemer je njihova povprečna starost 39,5 let (39,1 pri moških in 40,0 pri ženskah). Naselje ima 1170 gospodinjstev, pri čemer je povprečno število članov na gospodinjstvo 3,38.
To naselje je, glede na rezultate popisa iz leta 2002, večinoma srbsko, a v času zadnjih 3 popisov je opazen porast števila prebivalcev.
|  |

| Demografija | Demografija     | Demografija     |
| Leto        | Št. prebivalcev | Št. prebivalcev |
| ----------- | --------------- | --------------- |
|             |                 |                 |
|             |                 |                 |
|             |                 |                 |
|             |                 |                 |
| 1948        | 2244            |                 |
| 1953        | 2340            |                 |
| 1961        | 2421            |                 |
| 1971        | 2651            |                 |
| 1981        | 3168            |                 |
| 1991        | 3619            | 3557            |
| 2002        | 4062            | 3952            |
|             |                 |                 |

| Etnična sestava po popisu iz leta 2002 | Etnična sestava po popisu iz leta 2002 | Etnična sestava po popisu iz leta 2002 | Etnična sestava po popisu iz leta 2002 | Etnična sestava po popisu iz leta 2002 |
| -------------------------------------- | -------------------------------------- | -------------------------------------- | -------------------------------------- | -------------------------------------- |
| Srbi                                   | Srbi                                   |                                        | 3.838                                  | 97,11%                                 |
| Črnogorci                              | Črnogorci                              |                                        | 13                                     | 0,32%                                  |
| Jugoslovani                            | Jugoslovani                            |                                        | 4                                      | 0,10%                                  |
| Slovenci                               | Slovenci                               |                                        | 2                                      | 0,05%                                  |
| Makedonci                              | Makedonci                              |                                        | 2                                      | 0,05%                                  |
| Hrvati                                 | Hrvati                                 |                                        | 1                                      | 0,02%                                  |
| Slovaki                                | Slovaki                                |                                        | 1                                      | 0,02%                                  |
| Rusi                                   | Rusi                                   |                                        | 1                                      | 0,02%                                  |
| Muslimani                              | Muslimani                              |                                        | 1                                      | 0,02%                                  |
| Madžari                                | Madžari                                |                                        | 1                                      | 0,02%                                  |
| Neznano                                | Neznano                                |                                        | 78                                     | 1,97%                                  |